# Auf Wiedersehen
Auf Wiedersehen è un album di Red Garland, pubblicato dalla MPS Records nel 1975. Il disco fu registrato nel maggio del 1971 al RCA Studios di New York.

## Tracce
Lato A
1. Hobo Joe – 8:38 (Joe Henderson)
2. Auf Wiedersehen – 6:26 (Red Garland)
3. A Night in Tunisia – 6:53 (Dizzy Gillespie)

Lato B
1. Old Stinky Butt – 9:40 (Red Garland)
2. Stella by Starlight – 4:54 (Ned Washington, Victor Young)
3. Daahoud – 6:16 (Clifford Brown)

## Musicisti
- Red Garland - pianoforte
- Sam Jones - contrabbasso
- Roy Brooks - batteria